# Rensenspitz
Il Rensenspitz è un monte delle Alpi orientali, precisamente ai monti di Fundres situato in tra la Valle di Valles e la Valle Isarco, alto 2473 metri. Appartiene ad un insieme di altre vette, la Cima Piatta, il Narnspitz, il Settelspitz ed il Monte Schellenberg.
Si trova in località Jochtal a Valles. Non è raggiungibile da un sentiero e si può vedere dalla località Jochtal, raggiungibile con una cabinovia fino a 2006 m.